# Satish Kumar
Satish Kumar (Dungargarh, 9 de agosto de 1936) es un exmonje jainista, defensor del desarme nuclear, actual editor de la revista Resurgence & Ecologist. Vive en Inglaterra. Kumar es el fundador y director del programa del Schumacher College ―centro internacional para estudios de ecología― y de The Small School. Su mayor logro es la Marcha por la Paz, en la que ha recorrido los principales capitales con armas nucleares (Washington, Londres, París y Moscú), es decir, un viaje de 12 900 km aproximadamente.
Él insiste en que la naturaleza sea prioridad en todos los debates de política y sociedad. En respuesta a las críticas que sus metas son poco realistas, dijo:

Miren lo que los realistas han hecho por nosotros. Ellos nos han llevado a la guerra y al cambio climático,
pobreza en una escala inimaginable y la destrucción ecológica al por mayor. La mitad de la humanidad se va a la cama con hambre por culpa de todos los jefes realistas del mundo. Le digo a aquellos que me llaman poco realista que me muestre lo que su realismo ha hecho por nosotros. El realismo es un concepto antiguo y extremadamente exagerado.

## Juventud
A la edad de 9 años, Satish Kumar dejó su familia y se convirtió en monje Jain.
A los 18 años, después de leer un libro de Mahatma Gandhi, dejó de ser mendigo, típico en este tipo de monjes, y se convirtió en estudiante de Vinoba Bhave, y automáticamente se convirtió en un eminente discípulo de Gandhi y su no violencia.

## Marcha por la Paz
Inspirado por la desobediencia civil contra la bomba atómica de Bertrand Russell, en 1962 Kumar y su amigo E. P. Menon decidieron dedicarse a la realización de una Marcha por la paz de India a las cuatro capitales con armas nucleares (Moscú, París, Londres y Washington), pero lo más significativo es que emprendió este viaje sin dinero. Entonces le llaman el Pelegrino de paz. Ellos empezaron su caminata en Bangalore. Allí, Satish Kuman cuenta que un santón llamado Vinoba Bhave les dio a los jóvenes dos regalos. Uno, que pudieran ir sin dinero por donde caminaran y el otro, que se convirtieran en vegetarianos. Continuaron su viaje y se fueron hacia Pakistán, donde se encontraron una gran bondad entre los pakistaníes, aunque ellos estuvieran en medio de un enorme conflicto histórico y antipatía hacia la India. Después continuaron el viaje a través de Armenia, ingresaron a la Unión Soviética por Georgia, viajaron a través de las montañas del Cáucaso y del paso de Khyber. Viajaron totalmente a pie y sin dinero, y se quedaban en las casas donde les ofrecían comida y refugio. Una vez que atravesaron Rusia llegaron a su primer destino, Moscú, después atravesaron Europa hasta París (Francia), cruzaron en barco el Canal de la Mancha y llegaron a Londres (Reino Unido), y finalmente cruzaron en barco el océano Atlántico y llegaron a Washington, DC (Estados Unidos).
En su camino a Moscú se encontraron con dos mujeres fuera de una fábrica de té. Después de explicarles su viaje, una de las mujeres les dio cuatro bolsitas de té, una para entregar a cada uno de los líderes de las potencias nucleares, y también para entregarles un mensaje, “cuando pienses que es necesario pulsar el botón, detente un minuto y tómate una taza de té”. Esto les inspiró el viaje, e incluso fue en parte la razón para ello. Finalmente entregaron “la paz del té” a los líderes de las cuatro potencias nucleares.

## Carrera profesional

### Editor
Satish es editor de la revista Resurgence & Ecologist (que combina la antigua revista Resurgence, que ha sido descrito como la voz artística y espiritual del movimiento verde, con la revista The Ecologist). Él contribuyó con un ensayo a The Society for Curious Thought titulada «Focus on food».
También ha sido colaborador del programa de la BBC, Today, en la parte del "Thought for the Day", y apareció también en Desert Island Discs. Satish Kumar fue entrevistado por Richard Dawkinsen su 'Slaves to Superstition' episodio de la investigación de la prevalencia de creencias no científicas en la sociedad moderna. Ha sido entrevistado innumerables veces y todavía realiza entrevistas en el presente.

### We Are One
Satish Kumar fue uno de los colaboradores en el libro, We Are One: A Celebration of Tribal Peoples, publicado en octubre del 2009.
El libro explora la cultura de los pueblos de todo el mundo, representando tanto a su diversidad y las amenazas que enfrenta. Contiene una colección de declaraciones de personas triviales, fotografías y ensayos de autores internacionales, actividades, políticos filósofos, poetas, artistas, periodistas antropólogos, ecologistas y reporteros gráficos. Las regalías de la venta de este libro va a la organización de los derechos indígenas, Survival International.

### Libros
- No Destination: An Autobiography (2004) [1978], Green Books, ISBN 978-1870098892
- You Are, Therefore I Am: A Declaration of Dependence (2002), Green Books, ISBN 978-1903998182
- The Buddha and the Terrorist: The Story of Angulimala (2006), Algonquin Books, ISBN 978-1565125209
- Spiritual Compass: The Three Qualities of Life (2008), Green Books/Finch Publishing, ISBN 978-1876451943
- Earth Pilgrim in conversation with Echann Deravy and Maya Kumar Mitchell (2009), Green Books, ISBN 978-1900322577

(todos en inglés).

## Su vida privada
Satish Kumar se estableció en Inglaterra en 1973. Vive una simple vida en Hartland (en Devon), con su pareja June Mitchell, con quien tiene dos hijos: Mukti Kumar Mitchell y Maya Kumar Mitchell.
Kumar es un gran amigo del belga Gunter Pauli, conocido sobre todo por su obra La Economía Azul.